# マディアおばさんのドタバタNY事件簿
『マディアおばさんのドタバタNY事件簿』（マディアおばさんのドタバタニューヨークじけんぼ、Madea's Witness Protection）は2012年のアメリカ合衆国のコメディ映画。監督・主演はタイラー・ペリーが務めた。本作はマディアおばさんシリーズの第7作目となる作品である。また、本作は日本国内で劇場公開されなかったが、Amazonによる配信が行われている。また日本でマデアおばさんシリーズが配信、ソフト化されたのは本作が初でありそれ以前のシリーズは日本では公開されていない。

## ストーリー
ジョージ・ニードルマンはナード気質ではあったが、金融マンとして成功を収めていた。そんなある日、ジョージがいつものように出勤すると、同僚たちが文章を次々とシュレッダーにかけていた。その異様な光景に面食らったジョージだったが、上司のウォルターから会社がポンジ・スキームに引っかかったことを知らされる。ジョージは詐欺師を手引きした容疑で告発され、家族とともに証人保護プログラム下に置かれることとなった。その結果、ニードルマン一家（ジョージ、ケイト、シンディ、バーバラ）はマデア・シモンズの家に引っ越す羽目になった。
その頃、ジェイク・ネルソンは進退窮まっていた。彼には犯罪歴があったが、父親から信頼されて牧師を任されていたのである。ジェイクはジョージの会社を介して株式投資を行っていたが、会社が詐欺に引っかかったため、投資分の全てを失ってしまったのである。その結果、教会の資金繰りが悪化し、教会を抵当に入れなければならない事態に陥った。ジェイクは強盗で金を工面しようとしたが、結局失敗した。
マデアおばさんの家に身を寄せることになったニードルマン一家だったが、破天荒なマデアを見て「この人と上手くやっていけるのだろうか」と不安に思うばかりであった。しかし、時が経つにつれて、マデアとニードルマン一家は徐々に打ち解けていった。ところが、一家の長老格であるバーバラは黒人であるマデアを快く思っておらず、召使い扱いする始末であった。ほどなくして、バーバラはジョーが昔ベッドを共にした男の一人であることに気が付き、彼を誘惑し始めた。最終的に、バーバラもシモンズ家での生活を楽しむようになり、近くの黒人教会に足繁く通うようになった。その教会の牧師こそジェイク・ネルソンであった。
ネルソン牧師の説教を聞いている最中、ジョージは会社の金の流れに不審な点があることに気が付いた。盗まれた金の10%が謎のアカウントの口座に流れ込んでいたのである。その後、ジョージは偶然テレビで放送されていた『ゴースト/ニューヨークの幻』を見て、詐欺師たちに復讐する方法を思いついた。ジョージはマデアとジェイクの協力を取り付け、詐欺師たちとの対決に臨むことにした。

## キャスト
- タイラー・ペリー - メイベル・シモンズ（マデア）、ブライアン・シモンズ、ジョー・シモンズ
- ユージン・レヴィ - ジョージ・ニードルマン
- デニス・リチャーズ - ケイト・ニードルマン
- ロミオ・ミラー - ジェイク・ネルソン
- ドリス・ロバーツ - バーバラ・ニードルマン
- ダニエル・キャンベル - シンディ・ニードルマン
- デヴァン・レオス - ハウイー・ニードルマン
- ジョン・エイモス - ネルソン牧師
- マーラ・ギブス - ハッティ
- トム・アーノルド - ウォルター
- ジェフ・ジョスリン - ルーカス
- チャーリー・シーン - 本人

## 興行収入
本作は『テッド』、『ピープル・ライク・アス』、『マジック・マイク』と同じ週に封切られ、公開初週末に2300万ドル前後を稼ぎ出すと予想されていたが、その予想は的中した。2012年6月29日、本作は全米2161館で公開され、公開初週末に2539万ドルを稼ぎ出し、週末興行収入ランキング初登場4位となった。

## 評価
本作は批評家から酷評されている。映画批評集積サイトのRotten Tomatoesには35件のレビューがあり、批評家支持率は20%、平均点は10点満点で3.8点となっている。また、Metacriticには15件のレビューがあり、加重平均値は42/100となっている。
本作は第33回ゴールデンラズベリー賞で最低主演女優賞（タイラー・ペリー）、最低スクリーンカップル賞（ペリーと彼の女装）、最低スクリーンアンサンブル賞（出演者一同）、最低前日譚・リメイク・盗作・続編賞の4部門にノミネートされたが、受賞には至らなかった。